# NXT Cruiserweight Championship
Die NXT Cruiserweight Championship (zu deutsch NXT Meisterschaft im Cruisergewicht) war ein Wrestling-Titel der US-amerikanischen Promotion World Wrestling Entertainment (WWE). Der Titel hatte offiziell ein Gewichtslimit von 93 kg (205 lbs). Eingeführt am 14. September 2016 bei der Cruiserweight Classic wurde er während des zweiten Brand-Splits zuerst exklusiv bei Raw und dann bei NXT verteidigt.

## Geschichte
Das Cruiserweight Classic war eine 32-Mann-Turnier der WWE, das zwischen dem 23. Juni und dem 14. September 2016 auf dem WWE Network ausgestrahlt wurde. Das Finale des Cruiserweight Classic fand am 14. September 2016 zwischen dem US-Amerikaner T. J. Perkins und dem Mexikaner Gran Metalik statt. Bevor das Finale begann, erklärte der Chief Operating Officer der WWE, Triple H, dass der Sieger des Turniers auch der Champion der im Zuge der Rückkehr der Brand Extension wiedereingeführten Cruiserweight Division sein werde. Wie bei anderen Titel, die seit 2016 eingeführt worden sind, trägt die neue Meisterschaft nicht die Abstammungslinie des Vorgänger-Titels (Cruiserweight Championship), der zwischen 1996 und 2001 in der WCW und zwischen 2001 und 2007 in der WWE ausgefochten wurde. Das Finale, und damit das erste Cruiserweight Classic sowie die WWE Cruiserweight Championship, durfte Perkins nach knapp 18 Minuten durch Aufgabe Metaliks gewinnen.
Ursprünglich wurde die Meisterschaft ausschließlich bei Raw verteidigt. Am 29. November 2016 fand die Premiere der Cruiserweight-Show 205 Live auf dem WWE Network statt. Die Meisterschaft wurde, nach der Einführung der Show, bei Raw und bei 205 Live verteidigt. Am 23. Januar 2018 wurde der damalige Titelträger Enzo Amore von der WWE entlassen und die Meisterschaft wurde für vakant erklärt. Daraufhin erhielt Triple H die kreative Kontrolle über 205 Live und begann mit der Umstrukturierung der Show. In der 205 Live-Folge vom 30. Januar wurde ein 16-Man-Single-Elimination-Turnier angekündigt, um einen neuen Titelträger zu krönen. Das Finale des Turniers fand bei WrestleMania 34 zwischen Cedric Alexander und Mustafa Ali statt, wo Alexander Ali besiegte, um die vakante Meisterschaft zu gewinnen. Nach WrestleMania 34 wurde die Meistersacht exklusiv bei 205 Live verteidigt.
Kurz bevor NXT im September 2019 auf das USA Network wechselte, gab Triple H bekannt, dass 205 Live ein Teil von NXT wird, um mehr Möglichkeiten für die Cruiserweight-Wrestler zu schaffen. Im folgenden Monat wurde der Titel in NXT Cruiserweight Championship umbenannt. Am 25. Januar 2020 bei Worlds Collide überreichten Triple H und der NXT General Manager William Regal den damaligen Titelträger Angel Garza einen neuen Titelgürtel. Das überarbeitet Design ist weitgehend das gleiche. Das WWE-Logo auf der Mittelplatte wurde durch ein vertikales NXT-Logo ersetzt und der lila Gürtel ist nun dunkelviolett. Der Titel wurde am 4. Januar 2022 mit der NXT North American Championship vereinigt.

## Liste der Titelträger
| #  | Titelträger        | Nr. | Tage | Datum              | Ort                         | Veranstaltung                 | Anmerkung |
| -- | ------------------ | --- | ---- | ------------------ | --------------------------- | ----------------------------- | --- |
| 1  | T. J. Perkins      | 1   | 46   | 14. September 2016 | Winter Park, Florida        | Cruiserweight Classic         | Besiegte Gran Metalik in dem Finale des Cruiserweight Classic um den neu geschaffenen Titel. |
| 2  | The Brian Kendrick | 1   | 30   | 30. Oktober 2016   | Boston, Massachusetts       | Hell in a Cell                | |
| 3  | Rich Swann         | 1   | 61   | 29. November 2016  | Columbia, South Carolina    | 205 Live                      | |
| 4  | Neville            | 1   | 197  | 29. Januar 2017    | San Antonio, Texas          | Royal Rumble                  | |
| 5  | Akira Tozawa       | 1   | 6    | 14. August 2017    | Boston, Massachusetts       | Raw                           | |
| 6  | Neville            | 2   | 35   | 20. August 2017    | New York City, New York     | SummerSlam                    | |
| 7  | Enzo Amore         | 1   | 15   | 24. September 2017 | Los Angeles, Kalifornien    | No Mercy                      | |
| 8  | Kalisto            | 1   | 13   | 9. Oktober 2017    | Indianapolis, Indiana       | Raw                           | Dies war ein Lumberjack Match. |
| 9  | Enzo Amore         | 2   | 93   | 22. Oktober 2017   | Minneapolis, Minnesota      | TLC: Tables, Ladders & Chairs | |
| —  | Titel vakant       | —   | 75   | 23. Januar 2018    | —                           | —                             | Der Titel wurde für vakant erklärt, nachdem Enzo Amore entlassen worden war. |
| 10 | Cedric Alexander   | 1   | 181  | 8. April 2018      | New Orleans, Louisiana      | WrestleMania 34               | Besiegte Mustafa Ali in dem Finale eines Turniers um den vakanten Titel. |
| 11 | Buddy Murphy       | 1   | 183  | 6. Oktober 2018    | Melbourne, Australien       | Super Show-Down               | |
| 12 | Tony Nese          | 1   | 77   | 7. April 2019      | East Rutherford, New Jersey | WrestleMania 35               | |
| 13 | Drew Gulak         | 1   | 108  | 23. Juni 2019      | Tacoma, Washington          | Stomping Grounds              | Dies war ein Triple Threat Match an dem auch Akira Tozawa beteiligt war. |
| 14 | Lio Rush           | 1   | 63   | 9. Oktober 2019    | Winter Park, Florida        | NXT                           | |
| 15 | Angel Garza        | 1   | 45   | 11. Dezember 2019  | Winter Park, Florida        | NXT                           | |
| 16 | Jordan Devlin      | 1   | 439  | 25. Januar 2020    | Houston, Texas              | Worlds Collide                | Dies war ein Fatal Four Way Match an dem auch Isaiah „Swerve“ Scott und Travis Banks beteiligt waren. |
| 17 | Sántos Escobár     | 1   | 314  | 3. Juni 2020       | Winter Park, Florida        | NXT                           | Aufgrund eines Einreiseverbots infolge der COVID-19-Pandemie, sollte in den USA ein Interims-Champion gekrönt werden, bis Devlin zurückkehren konnte. Escobár besiegte Drake Maverick in einem Turnierfinale und wurde Interims-Champion in den USA. Am 8. April 2021 besiegte er Devlin, um der Undisputed Champion zu werden. |
| 18 | Kushida            | 1   | 161  | 13. April 2021     | Orlando, Florida            | NXT                           | |
| 19 | Roderick Strong    | 1   | 105  | 21. September 2021 | Orlando, Florida            | NXT                           | |
| —  | Titel vereinigt    | —   | —    | 4. Januar 2022     | Orlando, Florida            | NXT                           | Der Titel wurde mit der NXT North American Championship vereinigt, nachdem Strong sein Match gegen Carmelo Hayes verlor. |

## Regentschaften – absolut

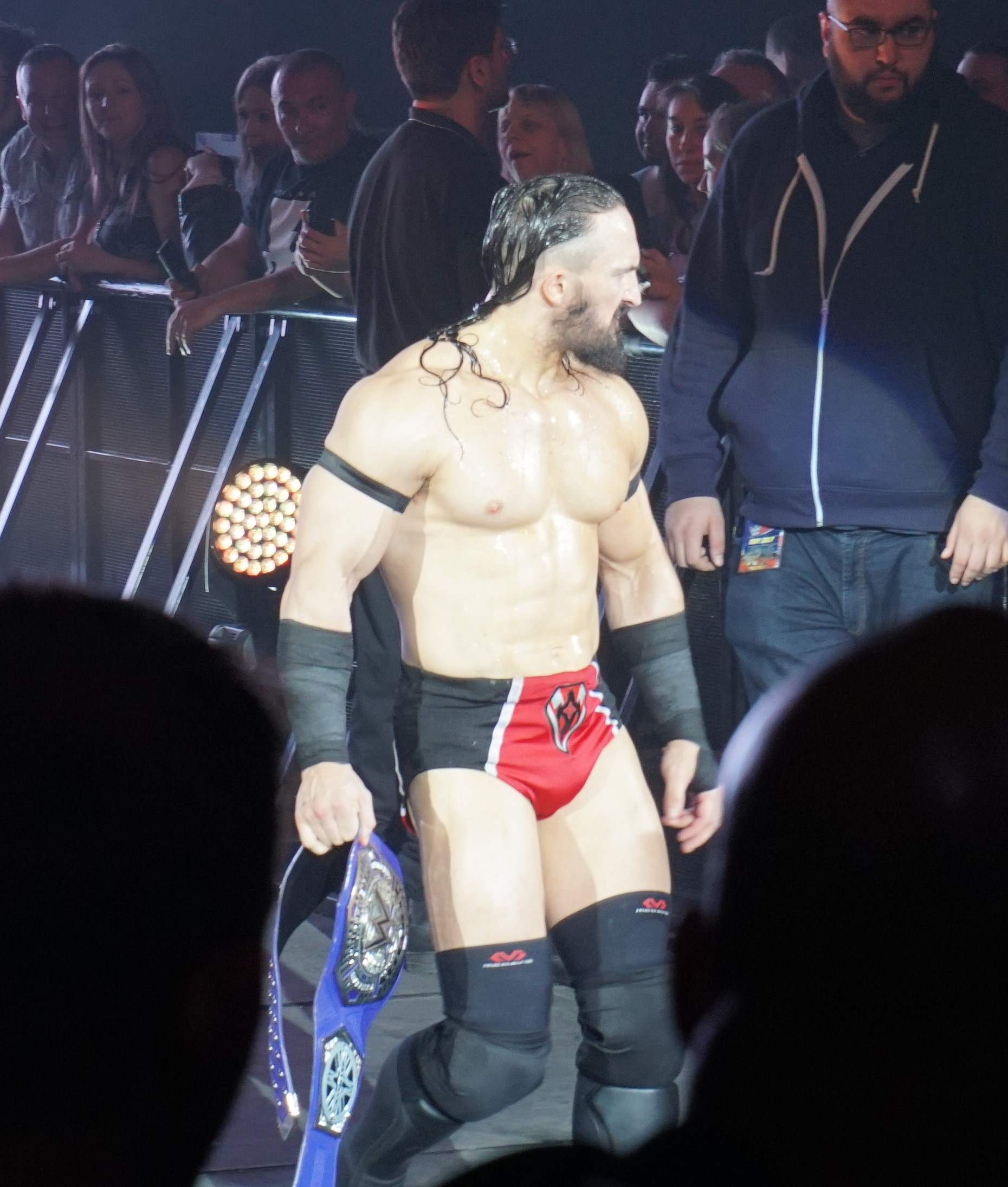
Neville hielt den Titel zweimal für insgesamt 232 Tage

| #  | Titelträger        | Nr. | Tage |
| -- | ------------------ | --- | ---- |
| 1  | Jordan Devlin      | 1   | 439  |
| 2  | Sántos Escobár     | 1   | 314  |
| 3  | Neville            | 2   | 232  |
| 4  | Buddy Murphy       | 1   | 183  |
| 5  | Cedric Alexander   | 1   | 181  |
| 6  | Kushida            | 1   | 161  |
| 7  | Enzo Amore         | 2   | 108  |
| 7  | Drew Gulak         | 1   | 108  |
| 9  | Roderick Strong    | 1   | 105  |
| 10 | Tony Nese          | 1   | 77   |
| 11 | Lio Rush           | 1   | 63   |
| 12 | Rich Swann         | 1   | 61   |
| 13 | T. J. Perkins      | 1   | 46   |
| 14 | Angel Garza        | 1   | 45   |
| 15 | The Brian Kendrick | 1   | 30   |
| 16 | Kalisto            | 1   | 13   |
| 17 | Akira Tozawa       | 1   | 6    |